# 匈牙利斯洛伐克社會民主黨
匈牙利斯洛伐克社會民主黨是奥匈帝国匈牙利王国的斯洛伐克社會民主主義政黨，成立於1905年6月，1906年3月至1918年12月解散前則是匈牙利社会民主党轄下的自治民族委員會。該黨的黨報是《斯洛伐克工人新聞》。

## 概要
1905年6月，斯洛伐克的社會民主主義者在普雷斯堡（今布拉迪斯拉发）召開代表大會，決定脫離匈牙利社會民主黨，自行成立新政黨。不過，他們無法從匈牙利社民黨手中奪取工會的控制權，而工會是社會民主主義政黨的主要財政來源之一。因此，該黨在1906年3月斯洛伐克社民黨人第二次代表大會上決定以民族委員會「斯洛伐克執行委員會」的名義重新加入匈牙利社民黨。斯洛伐克執行委員會在政治上高度自治，在匈牙利社民黨代表大會上擁有自己的代表。不過，這也因此引起匈牙利社民黨黨內的一些批評，認為他們支持分離主義，並有布拉格方面的捷克斯拉夫幹部資助。
1906年匈牙利社民黨代表大會確認了民族委員會在黨內的作用。1908年3月斯洛伐克社民黨人第三次代表大會召開時，該黨共有6,346位成員，在35個地區擁有工會組織、在6個城市擁有斯洛伐克委員會。
1918年12月15日，匈牙利斯洛伐克社會民主黨與捷克斯洛伐克社會民主工人黨合併，並在一段時間內持續享有高度自治。不過到了1920年，其自治權力已被布拉格的黨中央所削弱。此外，斯洛伐克方面在黨中央之代表數目亦從三位減少至一位。